# Apistogramma tucurui
Apistogramma tucurui es una especie de peces de la familia Cichlidae en el orden de los Perciformes.

## Distribución geográfica
Se encuentran en Sudamérica, en la cuenca del río Tocantins.